# Jiří Fiedler
Jiří Fiedler (4. března 1935 Olomouc – 31. ledna 2014 Praha) byl český historik, redaktor, překladatel a muzejník.

## Životopis
Vystudoval Filozofickou fakultu Univerzity Karlovy v Praze. Později pracoval jako redaktor v nakladatelství Albatros. Zároveň také překládal z polštiny a srbochorvatštiny. Ačkoli sám nebyl židovského původu, zhruba od 70. let aktivně dokumentoval židovské památky v Čechách a na Moravě, z nichž mnohé byly v dalších letech zničeny. Svou činnost v této době musel provádět navzdory značné nevůli tehdejších úřadů a StB.
Po pádu komunistické diktatury vydal knihu Židovské památky v Čechách a na Moravě, unikátní dílo, které zachycuje mnoho dnes již neexistujících židovských obcí. Od roku 1996 byl odborným spolupracovníkem Židovského muzea v Praze.
V polovině února 2014 byl nalezen zavražděný společně se svou manželkou Dagmar v jejich bytě v pražských Stodůlkách. Policie pachatele dopadla 19. února 2015 a ten se k činu přiznal. Jeho motivem byla snaha získat peníze – z bytu ukradl pár šperků a knih, které prodal asi za pět tisíc korun. V srpnu 2015 byl Dalibor Škopán odsouzen k 28 letům ve věznici s nejpřísnějším režimem. Rozsudek je pravomocný.
Dlouhý nekrolog byl Jiřímu Fiedlerovi věnován v amerických novinách The New York Times.